# 雷神 (行進曲)
『雷神』（らいじん、英語: The Thunderer）は、ジョン・フィリップ・スーザ作曲の行進曲。1889年に作曲された。日本語では、『雷神行進曲』、『ザ・サンダラー』と呼ばれることもある。
この曲は、スーザの作品として最もよく知られた作品のひとつであり、また比較的演奏しやすい曲でもある。1968年から1972年にかけて、アメリカ合衆国のABCニュースは、この曲を選挙のテーマとして使用していた。

## 題名と作曲の経緯
曲名の「雷神」とは、雷を武器として操るギリシャ神話の主神ゼウス（ローマ神話のユーピテル）のことである。曲名の由来は公的には明らかにされていないが、「（この曲の）楽譜に記されたドラムとビューグルの爆発（的効果）」からこの名が付けられたものと考えられている。
スーザの娘であるヘレンは、この題名を「the thunderer」のニックネームを持つロンドン・タイムズを指すものかもしれないと推測したが、当時スーザはロンドン・タイムズと関係を持っていなかった。
この曲がフリーメイソンと関係があることは明らかであり、1889年10月に開催されたテンプル騎士団グランド・エンキャンプメントの第24期トリエンナル・コンクレーブのために作曲された。曲はこの大会を後援したワシントンDCにあるテンプル騎士団の第2コロンビア・コマンドリーに献呈されている。スーザはこの組織によって3年前に騎士とされていた。あるいは題名の「The Thunderer」もコンクレーブの開催のために奔走した人物を指すのかもしれない。

## 楽曲
この作品は、スーザの多くの作品と同じような構成になっているが、スーザが最も早い時期に生み出した「明確にアメリカらしいサウンドの行進曲」である。この行進曲は、スーザの他の曲と同様の標準的な形式（IAABBCDCDC）をとっている。他の曲と同じように、対照的な複数のテーマが導入される。Bセクションの反復部では、対位法的旋律が導入される。3番目のセクション（トリオ）は歌うような旋律である。トランペットが同じ指使いで吹けるところが特徴的である。最後のテーマの反復を導入するところで、リタルダンドがあり、そのまま切れ目なく終結部へとつながる。

## 日本における普及
『雷神』は早くから日本にも紹介されており、今日でも吹奏楽曲として演奏される機会が頻繁にある。1956年には、選抜高等学校野球大会入場行進曲に使用された。